# Damien Touya
Damien Michel Touya (* 23. dubna 1975 La Rochelle, Francie) je bývalý francouzský sportovní šermíř, který se specializoval na šerm šavlí. Bratr Gaël Touya a sestra Anne-Lise Touyaová reprezentovali Francii v šermu šavlí.
Francii reprezentoval v devadesátých letech a v prvních letech jednadvacátého století. Na olympijských hrách startoval v roce 1996, 2000 a 2004 v soutěži jednotlivců a družstev. V soutěži jednotlivců vybojoval na olympijských hrách 1996 bronzovou olympijskou medaili. V roce 1999 získal v soutěži jednotlivců titul mistra světa a v roce 1996 titul mistra Evropy. S francouzským družstvem šavlistů vybojoval zlatou (2004) a stříbrnou (2000) olympijskou medaili. V roce 1997 a 1999 vybojoval s družstvem první místo na mistrovství světa a v roce 1999 první místo na mistrovství Evropy.